# Arthur Jacob
Pour les articles homonymes, voir Jacob (homonymie).
Arthur Jacob, né en 1790 et mort en 1874, est un ophtalmologiste irlandais. Il est connu pour avoir fondé plusieurs hôpitaux, une école de médecine et un journal médical.

## Biographie
Arthur Jacob est le second fils du chirurgien John Jacob (1754–1827), et de son épouse, Grace (1765-1835).
Il étudie la médecine avec son père et à l'hôpital Steevens, Dublin, sous la direction d'Abraham Colles. Diplômé en médecine de l'Université d'Edimbourg en 1814, il entreprend une visite à pied à travers le Royaume-Uni, traverse la Manche à Douvres et poursuit sa marche de Calais à Paris. 
Il étudie à Paris jusqu'au retour de Napoléon d'Elbe. Il poursuit ensuite ses études à Londres auprès de Sir B. Brodie, Sir A. Cooper et de Sir W. Lawrence. En 1819, il retourne à Dublin et devint démonstrateur d'anatomie sous la direction du Dr James Macartney au Trinity College.
En quittant Macartney, Jacob se joint à Graves et à d'autres pour fonder la Park Street School of Medicine. En 1826, il est élu professeur d'anatomie et de physiologie au Collège royal des chirurgiens d'Irlande (RCSI), dont il occupe la présidence jusqu'en 1869. Il est élu président du RCSI en 1837 et 1864. Jacob fonde un hôpital ophtalmique à Pitt (aujourd'hui Balfe) Street en 1829 et en 1832, en collaboration avec Charles Benson et d'autres, il fonde le City of Dublin Hospital, Baggot Street, où il exerce ensuite après l'ouverture d'un service spécialisé dans les soins oculaires. Son jeune rival, Sir William Wilde, fonde ensuite le concurrent St. Mark's Ophthalmic Hospital à Lincoln Place (à côté du Trinity College) en 1844.
En 1839, avec le Dr Henry Maunsell, il crée le Dublin Medical Press, un journal hebdomadaire de science médicale, et édite quarante-deux volumes (1839 à 1859), afin de « diffuser des connaissances utiles... d'inculquer des principes honorables, et d'encourager des sentiments bienveillants au sein de l'étudiant » entre autres buts souhaitables. Il contribue également au Dublin Journal of Medical Science. Il prend une part active à la fondation de la Royal Medical Benevolent Fund Society of Ireland et de l'Association médicale irlandaise.
À l'âge de soixante-quinze ans, il se retire de la poursuite active de sa profession. Sa renommée repose sur ses découvertes anatomiques et ophtalmologiques.
En décembre 1860, une médaille à l'effigie de Jacob est frappée et lui est remise. Son portrait, son buste et sa bibliothèque sont ensuite placés au Royal College of Surgeons en Irlande. Il meurt à Newbarnes, Barrow-in-Furness, le 21 septembre 1874.